# Dodo (Alicia en el País de las Maravillas)
El Dodo es un personaje ficticio que aparece en los capítulos dos y tres del libro Alicia en el País de las Maravillas de Lewis Carroll (Charles Lutwidge Dogson) en 1865. El Dodo es una caricatura del propio autor. Una creencia popular, pero sin confirmar, es que Dogson eligió a este animal particular para representarse a sí mismo debido a su tartamudez, por lo que le representaría accidentalmente como «Do-do-dogson».
Históricamente, el dodo fue un ave no voladora que vivía en la isla de Mauricio (al este de Madagascar, en medio del océano Índico). Se extinguió a mediados del siglo XVII, durante la colonización de la isla por los holandeses.

## Las aventuras de Alicia en el País de las Maravillas
En este fragmento Lewis Carroll incorporó referencias al viaje original por barco del 4 de julio de 1862 durante el cual se narran por primera vez las aventuras de Alicia. En él aparece como ella misma y los demás aparecen representados como pájaros: el Loro representaba a Lorina Liddell; el Aguilucho, a Edith Liddell; el Dodo, a Dodgson, y el Pato encarnaba al reverendo Robinson Duckworth. Para secarse después de nadar, el Dodo propone que todos participen en una Carrera Loca (llamada Caucus Race en inglés) en la que los participantes corren en cualquier dirección, empezando y terminando cuando quieran, para que todos ganen. Al final de la carrera, como premio, Alicia les da a todos dulces que tenía en su bolsillo. Sin embargo, esto la deja a ella sin premio. El Dodo le pregunta qué más lleva en el bolsillo, y como solo llevaba un dedal, el Dodo se lo pide y se lo entrega a Alicia como premio. La Carrera Loca, tal y como la describe Carroll, es una sátira del sistema político conocido como caucus (que es una asamblea de partidos para elegir delegados en varios delegados de los Estados Unidos) y se burla de su falta de claridad y de decisión.

## Interpretaciones

### Alicia en el país de las maravillas(1951)
En la película de Disney, el Dodo desempaña un papel mucho más importante en la historia. Se fusiona con el personaje de Paco, lo que a veces lleva a que lo apoden el Dodo, pero este nombre nunca se menciona en la película. El Dodo también es el líder de la Carrera Loca y tiene la apariencia y personalidad de un capitán de barco. Al Dodo lo interpreta Bill Thompson, y Mitt Kahl se encarga de su animación.
El Dodo aparece por primera vez cuando Alicia está flotando en el mar en una botella. El Dodo está cantando, pero cuando Alicia le pide ayuda, él no se da cuenta. En la orilla, se ve al Dodo en una roca, organizando una Carrera Loca. En esta carrera hay que correr hasta secarse, pero las olas entrantes obstaculizan cualquier intento.  
Más tarde, el Conejo Blanco convoca al Dodo, al creer que hay un monstruo dentro de su casa, en realidad, es Alicia que ha crecido por arte de magia hasta hacerse gigante. El Dodo trae a Bill e intenta convencerlo para que baje por la chimenea. Bill se niega al principio, pero el Dodo logra persuadirlo. Sin embargo, el hollín hace que Alicia estornude y Bill sale disparado hacia al cielo. Para disgusto del Conejo Blanco, el Dodo decide quemar la casa y comienza a recoger madera. Sin embargo, Alicia pronto consigue volver a un tamaño más pequeño y salir de la casa. El Conejo Blanco se va pronto, mientras el Dodo pide cerillas, sin darse cuenta de que la situación se ha resuelto. Luego le pide una cerilla a Alicia, pero cuando ella le dice que no tiene ninguno, el Dodo se queja por la falta de cooperación y usa su pipa para encender el fuego.  
Al final de la película, el Dodo aparece brevemente dirigiendo otra Carrera Loca.

### Alicia en el país de las maravillas(2010)
En la adaptación de Tim Burton de Alicia en el País de las Maravillas, la apariencia física del Dodo mantiene la sutil naturaleza aparente de la ilustración de John Tenniel. Lleva un chaleco azul marino encima de su plumaje azul brillante, unas polainas blancas, gafas y bastón. Es uno de los consejeros de Alicia, que tiene buenas intenciones y es de los primeros en darse cuenta de sus habilidades como la verdadera Alicia. Asimismo, es uno de los habitantes más mayores, cuyo nombre Uilleam y lo interpreta Michael Gough. El Dodo va con el Conejo Blanco, los gemelos Tweedledee y Tweedledum y el Lirón a llevar a Alicia ante la Oruga para que decida si es la verdadera Alicia. Posteriormente, al Dodo lo capturará el ejército de la Reina Roja, cuando Alicia llega al castillo de la Reina Roja, este aparece como caddie en el partido de croquet. Después de que la Reina Roja ordene la liberación del Galimatazo para acabar con la rebelión de todos sus súbditos, se le ve corriendo unos segundos para huir. Los gemelos también se  esconden del Galimatazo y consiguen escapar, pero al Dodo lo rapta el Galimatazo y no se le vuelve a ver más a lo largo de la película. 
Su nombre probablemente se inspire en una charla sobre Guillermo el Conquistador en el capítulo tres de la novela original de Alicia. Al personaje le pone voz Michael Gough, en lo que constituyó su último papel en una película antes de su muerte en 2011. Gough hizo una pausa en su jubilación para formar parte de la película, pero su personaje solo dice tres líneas, así que consiguió grabarlo en un día.